# Lac de Talvacchia
Le lac de Talvacchia (en italien, lago di Talvacchia) est un lac artificiel formé par le barrage construit le long du Castellano (it), un torrent de l'Italie centrale de plus de 40 km de long, qui est l'affluent principal droit du fleuve Tronto.

## Localisation
Le lac de Talvacchia est situé à cheval sur les régions des Abruzzes et des Marches, dans les provinces de Teramo et d'Ascoli Piceno.

## Description
Le barrage a été construit en 1960. Il s'élève à une hauteur de 60 m et sa taille en fait l'un des plus importants dans la région des Marches. La frontière qui sépare les territoires des Marches et des Abruzzes passe au milieu du lac.
Au printemps le niveau de l'eau dans le lac est élevé, par contre à l'automne le lac est presque entièrement vide et il est alors possible d'apercevoir les anciennes habitations et les ponts engloutis lors de la construction du barrage, qui sont normalement submergés.
Les eaux du lac sont riches en poissons, en particulier des cyprinidés (carpes, vairons, goujons...), ce qui attire les amateurs de pêche.

## Source de traduction
- (it) Cet article est partiellement ou en totalité issu de l’article de Wikipédia en italien intitulé « Lago di Talvacchia » (voir la liste des auteurs).